# Zulieferpyramide
Als Zulieferpyramide (englisch supply pyramid, auch Zuliefernetzwerk oder Zulieferkette) wird die Struktur der Lieferanten bis hin zum Produzenten des Endproduktes bezeichnet. Letzterer wird auch kurz als OEM bezeichnet (von englisch Original Equipment Manufacturer für deutsch „Originalausrüstungshersteller“, also Erstausrüster). Der OEM steht an der Spitze der Pyramide, deren Rest durch die Lieferkette gebildet wird.

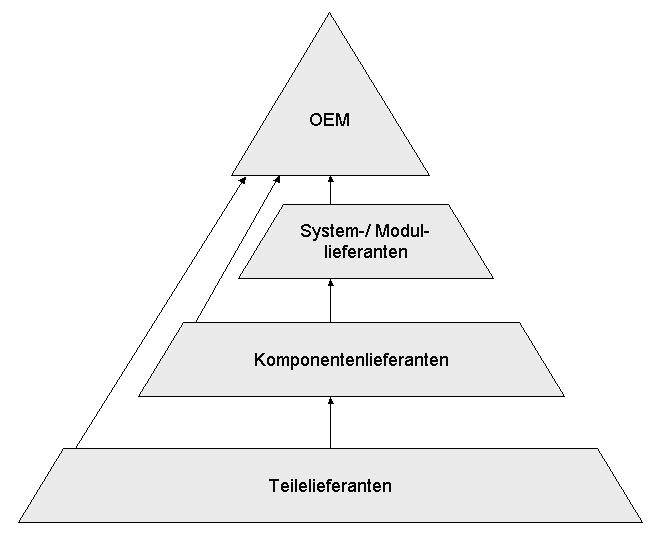
Systematische Darstellung der Zulieferpyramide

In der Automobilindustrie prägte sich eine Pyramiden-Struktur aus, an deren Spitze das lokale Unternehmen steht, der Automobilproduzent. Dieser beschafft Produkte von wenigen Systemlieferanten, welche wiederum selbst von Modullieferanten Produkte beschaffen. Die Pyramide setzt sich fort mit den Typen Komponentenlieferanten und Teilelieferanten. Lieferanten auf unteren Stufen der Pyramide können dabei auch Stufen überspringen und „höhere“ Lieferanten oder den OEM direkt beliefern.
Die Lieferanten werden abhängig vom Abstand zum OEM innerhalb der Pyramide als Tier-1, Tier-2 etc. bezeichnet (von englisch tier für deutsch „Ebene“ oder „Rang“). Gängig sind auch die Bezeichnungen First Tier (deutsch „Erste Ebene“), also direkter Lieferant an einen OEM, Second Tier (deutsch „Zweite Ebene“) etc. Dadurch wird die Sublieferantenstruktur gekennzeichnet.
Die Entstehung von Zulieferpyramiden haben auch die Entwicklung der Verfahren des Qualitätsmanagements wie z. B. der Auditierung und von Verhaltenskodizes zwischen Lieferanten und Abnehmern stimuliert, da aufgrund der Just-in-time-Lieferung keine durchgängigen Eingangskontrollen mehr möglich sind.

## Dynamik und Risiken von Zulieferpyramiden
Aufgrund der Komplexität der zunehmend eng gekoppelten internationalen Logistikketten und deren Störanfälligkeit bedarf es heute einer intensiven Analyse der Risiken in Zuliefernetzwerken, die durch das Zusammentreffen mehrerer Fehler und Ausfälle leicht eskalieren können.
Durch die digitale Transformation verschieben sich seit den 2010er Jahren die Gewichte und Wertschöpfungsanteile in den Zulieferpyramiden zugunsten der Softwarehersteller, deren Produkte an verschiedenen Stellen in die Wertschöpfung einfließen. Schon 2006 betrug der Anteil der Elektrik und Elektronik bis zu 40 % der Herstellkosten von PKWs. Bei ständig steigendem Softewareanteil ergibt sich z. T. eine Technologieführerschaft und eine Marktkapitalisierung, die zur Neukonfiguration der gesamten Wertschöpfungskette durch große IT-Unternehmen führen kann. So ist es denkbar, dass sich Teile der Automobilindustrie und ihrer Elektronikzulieferer durch die Entwicklung hin zum autonomen Fahren durch Vorwärtsintegration der Wertschöpfungskette in Zulieferer (oder zumindest allenfalls noch gleichberechtigte Kooperationspartner) der Softwareindustrie verwandeln. Die Beziehungen zwischen den Partnern in der Wertschöpfungskette dürften daher wegen der lizenzrechtlichen Probleme, die sich aus der Verwendung von Software verschiedener Erstausrüster ergeben, in juristischer Hinsicht immer komplizierter werden.